# Castillo de Torrellas
El castillo de Torrellas era una fortaleza situada en la localidad aragonesa de Torrellas, Zaragoza, España. 

## Historia
Torrellas estuvo en manos de señores feudales. En 1264 Jaime I entregaba en honor regalis la villa y su castillo a García Romei, junto con las rentas reales de Bierlas. A principios del siglo XIV paso de nuevo a manos de la corona, que por donación real pasó a los Loriz. Por matrimonio, a fines del siglo XIV, de Isabel de Loriz con Pedro López de Gurrea recae el señorío en los de este último. No obstante, un documento episcopal de 1382, parece indicar que García López y Beltrán de Ribas ejercían conjuntamente el señorío sobre el lugar, pues a ambos se les reconocen los vasallos de Torrellas.
La importancia de Torrellas, radica en que el 8 de agosto de 1304 se celebró, probablemente en su castillo, la Sentencia Arbitral de Torrellas, donde se reunieron el rey Dionisio I de Portugal, el arzobispo de Zaragoza, Jimeno de Luna, en representación de la Corona de Aragón, y el infante Juan de Castilla "el de Tarifa", representando a la Corona de Castilla, El propósito de la negociación era poner fin a las disputas existentes entre Castilla y Aragón con respecto a la posesión del reino de Murcia. Las cláusulas de la sentencia fueron aprobadas por los reyes Fernando IV de Castilla, Jaime II de Aragón, Dionisio I de Portugal y Muhammad III de Granada.
A principios del siglo XV, pasó a encabezar la Baronía de Torrellas, junto con Los Fayos y Santa Cruz de Moncayo, que Continuó hasta la desamortización en manos de los duques de Villahermosa.

## Descripción
Los restos del castillo se encuentran en la parte más alta de la localidad, junto a la iglesia. Tan solo se conservan restos de una torre fortificada, conocida como el granero muy desfigurada.